# Premier League 2009
För fotbollsserien Premier League, se Premier League 2008/2009 och Premier League 2009/2010
Premier League 2009 (PartyCasino.com Premier League) var en inbjudningsturnering i snooker som spelades i delar under hösten 2009, med slutspelet den 28 och 29 november 2009.

## Händelser under turneringen
- Ronnie O'Sullivan gjorde i matchen mot Marco Fu tre centuries i rad. Han spelade dessutom slagen omväxlande med höger och vänster hand under hela matchen.

- Under sitt första frame någonsin i Premier League gjorde Judd Trump en total rensning på 139 poäng. Han förlorade trots detta matchen mot Neil Robertson med 2 - 4.

## Resultat

### Slutspel
I slutspelet mötte gruppettan gruppfyran, och grupptvåan grupptrean. Slutspelet spelades den 28 och 29 november.
|  | Semifinaler: Bäst av 9 frames 28.11.2009 | Semifinaler: Bäst av 9 frames 28.11.2009 |   |              | Final: Bäst av 13 frames 29.11.2009 | Final: Bäst av 13 frames 29.11.2009 |  |  |  |  |
|  |                                          |                                          |   |              |                                     |                                     |  |  |  |  |
|  | John Higgins                             | 3                                        |   |              |                                     |                                     |  |  |  |  |
|  | Shaun Murphy                             | 5                                        |   |              |                                     |                                     |  |  |  |  |
|  | Shaun Murphy                             | 5                                        |   | Shaun Murphy | 7                                   |                                     |  |  |  |  |
|  |                                          |                                          |   | Shaun Murphy | 7                                   |                                     |  |  |  |  |
|  |                                          | Ronnie O'Sullivan                        | 3 |              |                                     |                                     |  |  |  |  |
|  | Judd Trump                               | Ronnie O'Sullivan                        | 3 | 1            |                                     |                                     |  |  |  |  |
|  | Judd Trump                               |                                          |   | 1            |                                     |                                     |  |  |  |  |
|  | Ronnie O'Sullivan                        | 5                                        |   |              |                                     |                                     |  |  |  |  |

### Gruppspel
Gruppspelet spelades i flera delar från och med den 3 september till den 19 november. Alla spelade mot alla, i matcher över 6 frames. Matcherna kunde sluta oavgjort. De fyra första gick vidare från gruppspelet och spelade i semifinalerna, med systemet ettan mot fyran och tvåan mot trean.
| Spelare           | Resultat    | Spelare        |
| 3 september       | 3 september | 3 september    |
| ----------------- | ----------- | -------------- |
| Neil Robertson    | 4 - 2       | Judd Trump     |
| Ronnie O'Sullivan | 4 - 2       | Marco Fu       |
| 17 september      |             |                |
| Shaun Murphy      | 2 - 4       | John Higgins   |
| Stephen Hendry    | 2 - 4       | Judd Trump     |
| 24 september      |             |                |
| Neil Robertson    | 1 - 5       | Stephen Hendry |
| John Higgins      | 3 - 3       | Marco Fu       |
| 1 oktober         |             |                |
| Judd Trump        | 4 - 2       | Marco Fu       |
| Ronnie O'Sullivan | 3 - 3       | Neil Robertson |
| 15 oktober        |             |                |
| Ronnie O'Sullivan | 4 - 2       | Shaun Murphy   |
| John Higgins      | 3 - 3       | Stephen Hendry |
| 22 oktober        |             |                |
| Ronnie O'Sullivan | 3 - 3       | Stephen Hendry |
| Shaun Murphy      | 5 - 1       | Marco Fu       |
| 29 oktober        |             |                |
| John Higgins      | 4 - 2       | Neil Robertson |
| Shaun Murphy      | 3 - 3       | Stephen Hendry |
| 5 november        |             |                |
| Marco Fu          | 2 - 4       | Neil Robertson |
| Ronnie O'Sullivan | 2 - 4       | Judd Trump     |
| 12 november       |             |                |
| John Higgins      | 4 - 2       | Judd Trump     |
| Shaun Murphy      | 4 - 2       | Neil Robertson |
| 19 november       |             |                |
| Shaun Murphy      | 2 - 4       | Judd Trump     |
| Marco Fu          | 5 - 1       | Stephen Hendry |
| Ronnie O'Sullivan | 2 - 4       | John Higgins   |

| Placering |                   | Spelade matcher | Matcher V-O-F | Frames V-F | Poäng |
| --------- | ----------------- | --------------- | ------------- | ---------- | ----- |
| 1         | John Higgins      | 6               | 4-2-0         | 22-14      | 10    |
| 2         | Judd Trump        | 6               | 4-0-2         | 20-16      | 8     |
| 3         | Ronnie O'Sullivan | 6               | 2-2-2         | 18-18      | 6     |
| 4         | Shaun Murphy      | 6               | 2-1-3         | 18-18      | 5     |
| 5         | Stephen Hendry    | 6               | 1-3-2         | 17-19      | 5     |
| 6         | Neil Robertson    | 6               | 2-1-3         | 16-20      | 5     |
| 7         | Marco Fu          | 6               | 1-1-4         | 15-21      | 3     |

### Kval
Kvalet spelades som turneringen Championship League 2009, som vanns av Judd Trump, som alltså fick en plats i Premier League.

## Century breaks
139 - Judd Trump
134 - Shaun Murphy
133 - Ronnie O'Sullivan
131 - Ronnie O'Sullivan
129 - Ronnie O'Sullivan
127 - Stephen Hendry
122 - Marco Fu
120 - Judd Trump
119 - John Higgins
112 - Ronnie O'Sullivan
109 - Neil Robertson
107 - John Higgins
106 - Ronnie O'Sullivan
105 - Shaun Murphy
104 - Stephen Hendry
104 - Ronnie O'Sullivan
104 - Shaun Murphy
103 - Judd Trump
100 - Judd Trump